# Вагітан

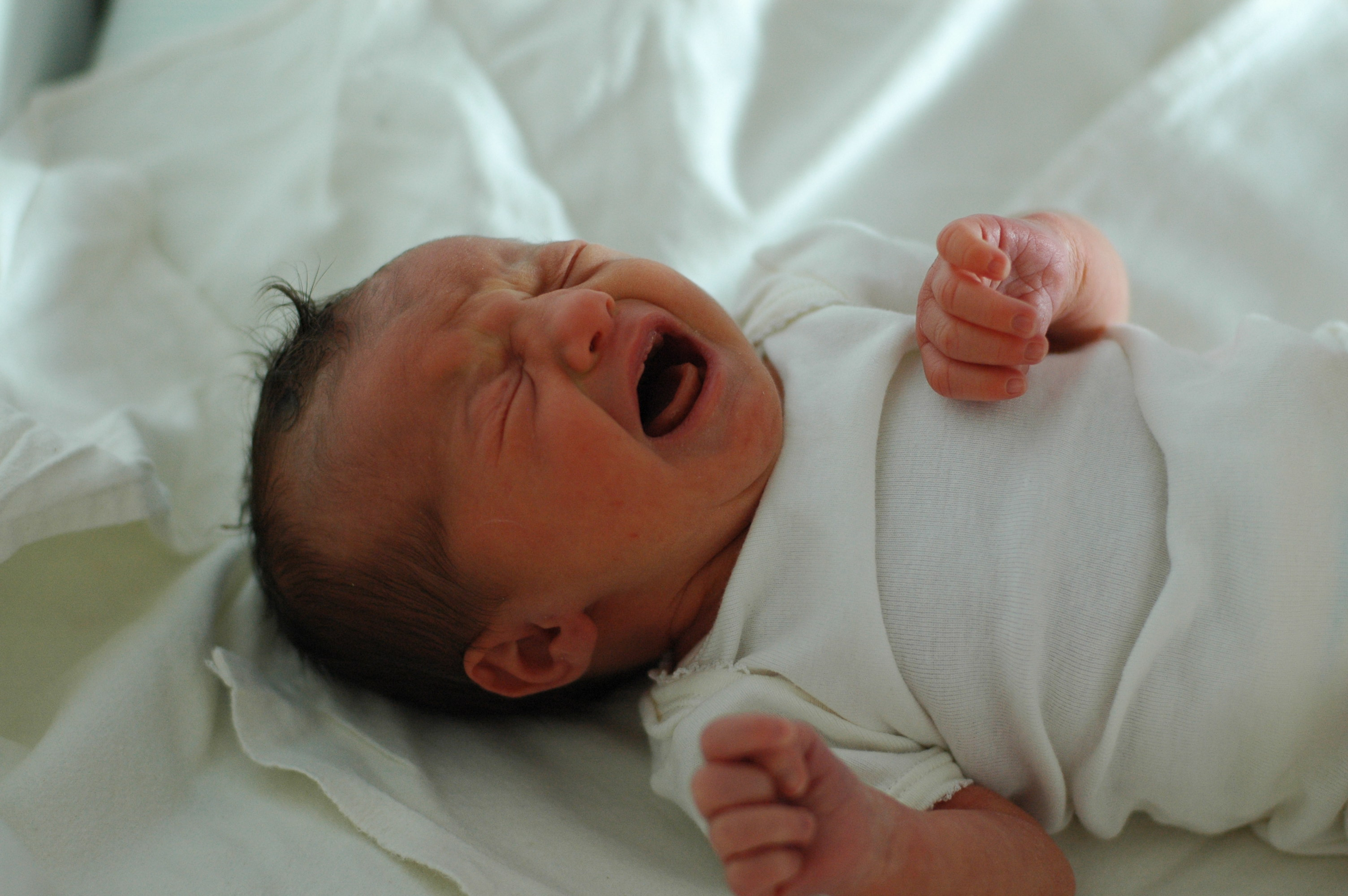
У Стародавньому Римі Вагітан (або Ватикан) вважався богом, який відкривав рот новонародженого для того, щоб той вигукнув перший склад його імені, а саме «ва».

Вагітан (лат. Vagitanus) — давньоримське божество, присутнє при перших криках новонародженого. У перекладі з латини Вагітан означає «крик новонародженого». Божество зображали у вигляді дитини, що плаче.
Попри етимологічні зв'язки між ім'ям бога та словосполученням «крик новонародженого», Якоб Гроновіус стверджував, що правильна форма імені повинна бути не Вагітан (лат. Vagitanus), а Ватикан (лат. Vaticanus), оскільки слово «Вагітан» походить з так званої народної латини, а не класичної її форми.
Вагітан описується як бог, який давав людині дар мови. Вважалося, що саме він відкривав рот немовляти при народженні, щоб воно вимовило «ва» — перший склад імені «Вагітан». Однак, варто розрізняти перший крик і вимову першого складу та дар членороздільної мови, за який відповідали інші божества: Фабулін (Fabulinus) — підказував дитині перші слова, Локутій (Locutius) — вчив складати речення, Фарін (Farinus) — навчав дитину говорити.